# یوسف نجفی

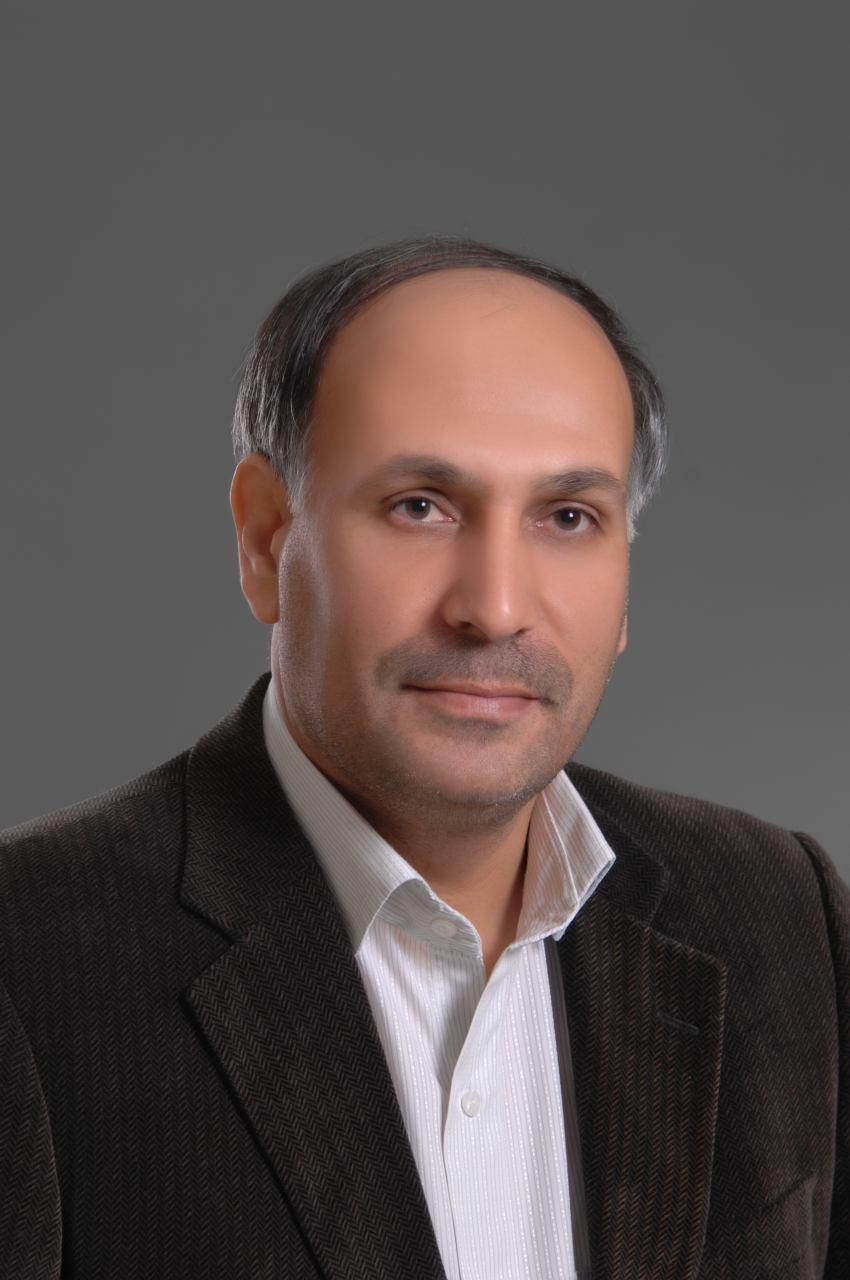
دکتر یوسف نجفی

یوسف نجفی (زادهٔ ۱۳۵۰ در عجب‌شیر) نمایندهٔ حوزهٔ انتخابیهٔ مراغه و عجب‌شیر در دورهٔ هشتم مجلس شورای اسلامی بوده‌است همچنین معاون وزیر آموزش وپرورش و سمت های مدیرعامل و هیات مدیره در شرکت های وابسته به بنیاد تعاون ارتش و بانک شهر و گروه غدیر دارای سوابق مدیریتی است .
نایب رئیس کمیسیون اقتصادی دوره هشتم مجلس
رئیس کمیته پولی-مالی و بیمه مجلس دوره هشتم- عضو هیات تطبیق مصوبات دولت با قوانین- عضوناظر صندوق ضمانت صادرات ایران- رئیس کارگروه نظارت بر بانک مرکزی و بانک های عامل- معاون حقوقی و امورمجلس وزارت آموزش وپرورش- مشاور عالی و قائم مقام دانشگاه فرهنگیان کشور- سرپرست مدارس خارج ازکشور در حوزه روسیه، ترکیه و آسیای میانه، سرپرست سازمان آموزش وپرورش استان آذربایجان شرقی- معاون برنامه ریزی آذربایجان شرقی- سرپرست مرکز پژوهشی تعلیم و تربیت کاربردی تبریز.